# San Daniele del Friuli
San Daniele del Friuli é uma comuna italiana da região do Friuli-Venezia Giulia, província de Udine, com cerca de 7.892 habitantes. Estende-se por uma área de 34 km², tendo uma densidade populacional de 232 hab/km². Faz fronteira com Dignano.
San Daniele é especialmente conhecida como o centro de produção do "presunto (prosciutto) de San Daniele", que é uma denominação de origem reconhecida pela União Europeia.

## Demografia
| Variação demográfica do município entre 1861 e 2011                               |
|                                                                                   |
| Fonte: Istituto Nazionale di Statistica (ISTAT) - Elaboração gráfica da Wikipedia |

## Pessoas Importantes
- Lodovica Comello